# Jocelyn Willoughby
Jocelyn Willoughby (Newark, 25 marzo 1998) è una cestista statunitense, professionista nella WNBA.

## Carriera
È stata selezionata dalle Phoenix Mercury al primo giro del Draft WNBA 2020 (10ª scelta assoluta).